# Jesencotvaré

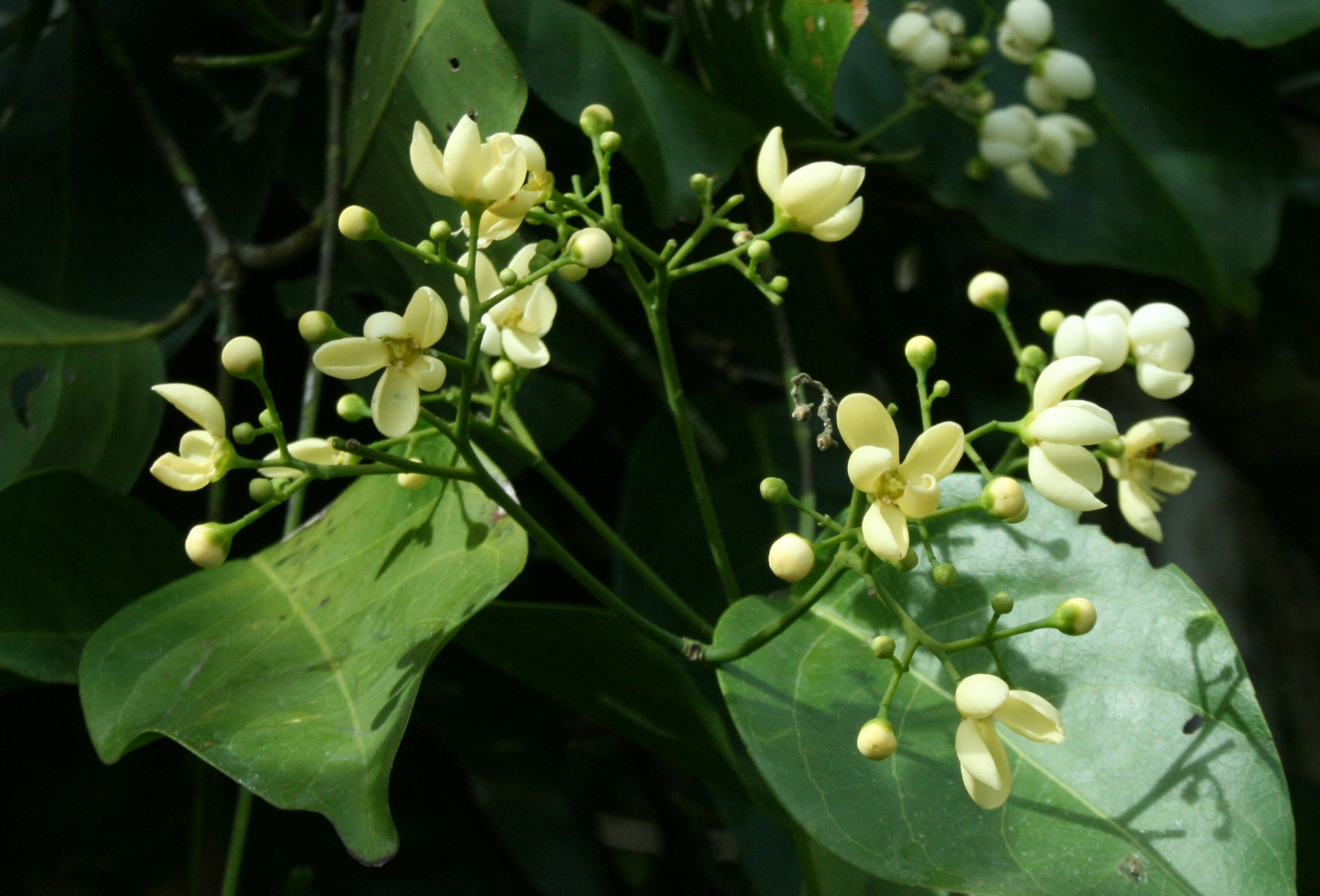
Cuervea kappleriana

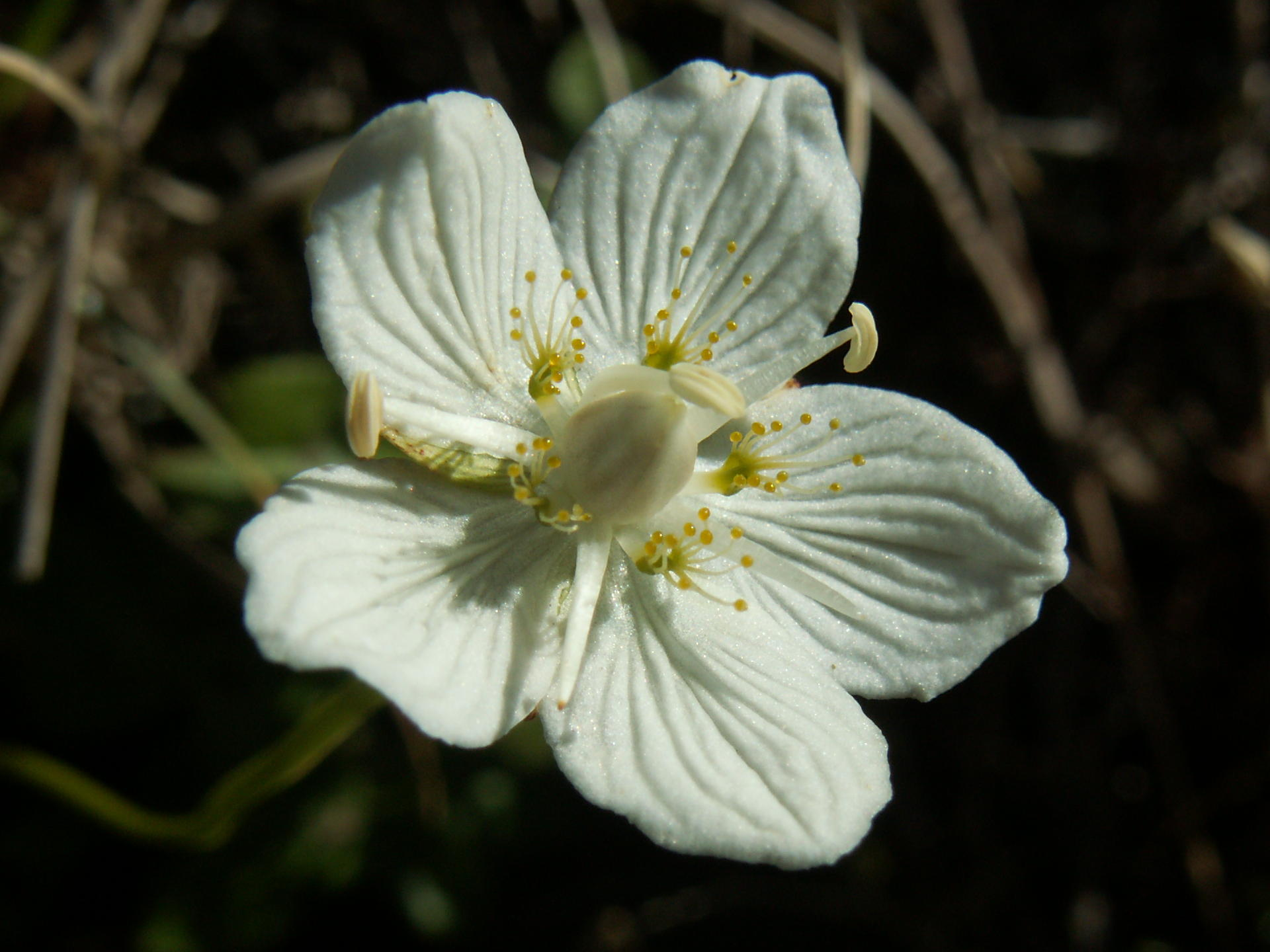
tolije bahenní (Parnassia palustris)

Jesencotvaré (Celastrales) je řád vyšších dvouděložných rostlin.

## Charakteristika
Jesencotvaré je různorodý řád, zahrnující spíše dřeviny. Charakteristickým znakem jsou méně nápadné, drobnější květy s dobře vyvinutým nektáriovým diskem.

## Taxonomie
Na základě výsledků molekulárních studií byly v systému APG III sloučeny čeledi jesencovité (Celastraceae) a tolijovité (Parnassiaceae).

## Přehled čeledí
- jesencovité (Celastraceae)
- Lepidobotryaceae[1]